# Варнхемский монастырь
Варнхемский монастырь (швед. Varnhems kloster) – цистерцианский монастырь, располагавшийся в городке Варнхем (коммуна Скара лена Вестра-Гёталанд). Являлся одним из самых старых монастырей Швеции. 

## История
Монастырь был основан в 1148 году. Первым сохранившимся до наших дней документом, в котором встречается упоминание о нём, является послание короля Эрика Шепелявого, написанное в 1248 году к жителям Амнехерадского и Виснумского приходов, в котором те извещаются о том, что он наделил монахов правом на рыбную ловлю и порубку леса в упомянутых приходах.
Впоследствии шведские правители продолжали преподносить монастырю богатые дары: так, король Магнус Ладулос (1275-1290) за год до смерти подарил ему обширную лесную область на берегу озера Веттерн, а герцоги Эрик и Вальдемар завещали монастырю 20 марок. 

Монастырь пользовался поддержкой Рима, что объясняется тем, что именно аббаты Варнхемского монастыря передавали в курию средства, собранные в Швеции цистерцианским орденом.

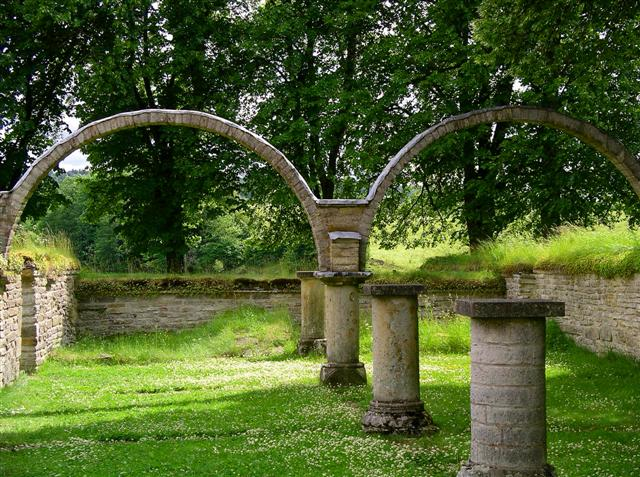
Арки в развалинах Варнхемского монастыря

В 1234 году монастырь сгорел, но благодаря усилиям Биргера ярла он был восстановлен и в 1260 году вновь освящён.
После начала Реформации положение монастыря резко ухудшилось. В 1526 году Густав Васа предоставил монастырю право сохранять за собой королевские штрафы, взимавшиеся на принадлежащих монастырю землях. Однако уже в 1527 году по решению Вестеросского риксдага «излишки» доходов монастырей должны были отойти к королю. В это же году владения Варнхемского монастыря были конфискованы. Без источника доходов шведские монастыри постепенно закрывались, монахи уходили в «мир». 
В 1528 году монастырь был пожалован в лен Харальду Кнутссону Суупу, но год спустя король позволил аббату вновь взять управление монастырём в свои руки в обмен на выплату короне 100 марок эртугов и половины леста масла. В 1537 году земли монастыря были переданы Улофу Эрикссону с условием, что он будет содержать шесть кавалеристов в полном снаряжении. Наконец, в 1544 году владения Варнхемского монастыря были пожалованы шурину Густава Васы Абрахаму Эрикссону Лейонхувуду, на которого возложили обязанность содержать монахов, всё ещё живших в обители.
В ходе борьбы между Альбрехтом Мекленбургским и королевой Маргретой Датской монастырь сгорел, но вскоре был восстановлен. Северная война (1655—1660) также не обошла Варнхем стороной и в 1656 году монастырская обитель была вновь сожжена датчанами. 
Монастырь являлся также образовательным учреждением. Монахи содержали школу, в которой учились дети, не имевшие дальнейшего намерения идти по духовной стезе. 
Варнхемская монастырская церковь, возведённая, вероятно, в начале XIII в., представляет собой замечательный пример цистерцианской архитектуры. Она относится к тому типу церквей, в которых хоры сделаны по образцу освящённой в 1174 году Клервосской церкви; этот тип впоследствии стал характерным для французских храмов ордена. Церковь выстроена из известняка и является трёхнефной базиликой. 

## Захоронения
В сохранившейся до наших дней монастырской церкви захоронены останки королей Инге Старшего, Кнута Эрикссона, Эрика Кнутссона, Эрика Эрикссона, а также Биргера ярла, герцога Эрика Биргерссона и риксканцлера Магнуса Габриэля Делагарди. Там же покоятся нескольких епископов Скары.